# Michael Keaton
Michael Keaton, nome artístico de Michael John Douglas (Kennedy Township, 5 de setembro de 1951), é um ator americano. Ele recebeu vários prêmios, incluindo um Emmy e dois Golden Globe Awards, além de indicações ao Oscar e ao BAFTA. Em 2016, foi nomeado Oficial da Ordem das Artes e Letras na França.
Após se destacar em comédias como Mr. Mom (1983), Keaton tornou-se conhecido por suas três colaborações com Tim Burton no final dos anos 1980 e início dos anos 1990. Ele interpretou o papel-título na comédia de terror Beetlejuice (1988), depois o herói Bruce Wayne / Batman no filme Batman (1989) e sua sequência Batman Returns (1992), todos grandes sucessos de bilheteria.
Ele também interpretou duas vezes o personagem Ray Nicolette, herói dos romances de Elmore Leonard, nos filmes Jackie Brown (1997) de Quentin Tarantino e Out of Reach (1998) de Steven Soderbergh.
Em 2017, ele retorna ao universo dos super-heróis, desta vez interpretou o vilão Adrian Toomes / Abutre no filme Homem-Aranha: De Volta ao Lar (2017); reprisando-o em Morbius (2022). Em 2021, sua atuação na minissérie Dopesick também lhe rendeu muitos elogios.
O estúdio Pixar o convocou para dar voz a dois de seus personagens: o carro Chick Hicks em Carros (2006) e o boneco Ken em Toy Story 3 (2010). Depois de aparecer no remake de RoboCop em 2014, Keaton voltou aos holofotes no mesmo ano graças ao multipremiado filme Birdman, de 
Alejandro González Iñárritu, cujos paralelos entre sua carreira e seu personagem são numerosos. Posteriormente, Keaton se destacou protagonizando os filmes Spotlight (2015) e The Founder (2017), grandes sucessos de crítica que fizeram o nome de Keaton voltar aos holofotes.
Em 2023, ele reprisa seu papel como Batman no filme The Flash; durante este filme, Ben Affleck e George Clooney também interpretam outras versões do Cavaleiro das Trevas. Em 2024, volta a interpretar o personagem-título na sequência Beetlejuice Beetlejuice.

## Biografia
Keaton, o caçula de sete filhos, nasceu em Coraopolis, Pennsylvania, e viveu em Robinson Township, Condado de Allegheny, Pensilvânia. Seu pai, George A. Douglas, trabalhou como engenheiro civil e agrimensor, e sua mãe, Elizabeth Leona (née Loftus), uma dona de casa, veio de uma comunidade escocês-irlandês em McKees Rocks, Pennsylvania. Keaton foi criado em uma família católica e estudou na Montour High School, na Pensilvânia. Ele estudou discurso durante dois anos em Kent State antes de sair e se mudar para Pittsburgh.
Foi manobrista e garçom até chegar à televisão, em séries como "Mary Tyler Moore".

## Carreira
Michael Keaton fez sua estréia na televisão em 1977, na série de televisão All's Fair. A partir desta sitcom, Keaton participou de diversas comédias, incluindo o filme Mr. Mom (1983).
Foi em 1988 que ele conseguiu se destacar. Ele foi escolhido por Tim Burton para encarnar o bio-exorcista  
Beetlejuice no filme homônimo, que tornou-se um sucesso mundial. Burton também  escolheu Keaton para interpretar Bruce Wayne / Batman no filme de 1989. O estúdio estava hesitante, por conta dos diversos papéis cômicos que o ator havia interpretado até então. Porém, sua interpretação convenceu a crítica e o público, e o impõe como um ator de papéis mais sérios. O sucesso o fez reprisar o papel do homem-morcego em Batman Returns (1992), sendo novamente aclamado pelos críticos. Keaton foi convidado para reprisar o papel em Batman Forever, mas declinou do convite após a saída de Burton do projeto. Keaton também estava insatisfeito com o valor oferecido pelo estúdio, sendo então substituído por Val Kilmer.

## Filmografia

### Cinema
| Ano  | Título                                          | Título em português                             | Papel                      |
| ---- | ----------------------------------------------- | ----------------------------------------------- | -------------------------- |
| 1982 | Night Shift                                     | Corretores do Amor                              | Bill Blazejowski           |
| 1983 | Mr. Mom                                         | Profissão Doméstico                             | Jack Butler                |
| 1984 | Johnny Dangerously                              | Johnny, o Gângster                              | Jonathan "Johnny" Kelly    |
| 1986 | Gung Ho                                         | Fábrica de Loucuras                             | Hunt Stevenson             |
| 1986 | Touch and Go                                    | Encontro Fatal                                  | Robert "Bobby" Barbato     |
| 1987 | The Squeeze                                     | Os Trapaceiros da Loto                          | Harold "Harry" Berg        |
| 1988 | She's Having a Baby                             | Ela Vai Ter um Bebê                             | ele mesmo                  |
| 1988 | Beetlejuice                                     | Os Fantasmas se Divertem                        | Betelgeuse                 |
| 1988 | Clean and Sober                                 | Marcas de um Passado                            | Daryl Poynter              |
| 1989 | The Dream Team                                  | De Médico e Louco Todo Mundo Tem um Pouco       | William "Billy" Caufield   |
| 1989 | Batman                                          | Batman                                          | Bruce Wayne / Batman       |
| 1990 | Pacific Heights                                 | Morando com o Perigo                            | Carter Hayes               |
| 1991 | One Good Cop                                    | Justiça sob Tutela                              | Arthur "Artie" Lewis       |
| 1992 | Batman Returns                                  | Batman: O Retorno                               | Bruce Wayne / Batman       |
| 1992 | Porco Rosso                                     | Porco Rosso: O Último Herói Romântico           | Porco Rosso                |
| 1993 | Much Ado About Nothing                          | Muito Barulho por Nada                          | Dogberry                   |
| 1993 | My Life                                         | Minha Vida                                      | Robert "Bob" Jones         |
| 1994 | The Paper                                       | O Jornal                                        | Henry Hackett              |
| 1994 | Speechless                                      | Apenas Bons Amigos                              | Kevin Vallick              |
| 1996 | Multiplicity                                    | Eu, Minha Mulher e Minhas Cópias                | Douglas "Doug" Kinney      |
| 1997 | Inventing the Abbotts                           | Círculo de Paixões                              | Narrator / Older Doug      |
| 1997 | Jackie Brown                                    | Jackie Brown                                    | Raymond "Ray" Nicolette    |
| 1998 | Desperate Measures                              | Medidas Desesperadas                            | Peter McCabe               |
| 1998 | Out of Sight                                    | Irresistível Paixão                             | Raymond "Ray" Nicolette    |
| 1998 | Jack Frost                                      | Uma Noite Mágica                                | Jack Frost                 |
| 2000 | A Shot at Glory                                 | A Um Passo da Glória                            | Peter Cameron              |
| 2002 | Live from Baghdad                               | Ao Vivo de Bagdá                                | Robert Wiener              |
| 2003 | Quicksand                                       | Armadilha Internacional                         | Martin Raikes              |
| 2004 | First Daughter                                  | A Filha do Presidente                           | Presidente Mackenzie       |
| 2005 | White Noise                                     | Vozes do Além                                   | Jonathan Rivers            |
| 2005 | Game 6                                          | Desafiando o Perigo                             | Nicholas "Nicky" Rogan     |
| 2005 | Herbie: Fully Loaded                            | Herbie - Meu Fusca Turbinado                    | Raymond "Ray" Peyton, Sr.  |
| 2006 | Cars                                            | Carros                                          | Chick Hicks/Security Guard |
| 2006 | The Last Time                                   | O Último Golpe                                  | Ted "Theodore"             |
| 2009 | The Merry Gentleman                             | Má Companhia                                    | Franklin "Frank" Logan     |
| 2009 | Post Grad                                       | Recém Formada                                   | Walter Malby               |
| 2009 | Noah's Ark: The New Beginning                   |                                                 | Noah                       |
| 2010 | Toy Story 3                                     | Toy Story 3                                     | Ken                        |
| 2010 | The Other Guys                                  | Os Outros Caras                                 | Captain Gene Mauch         |
| 2011 | Hawaiian Vacation                               | Férias no Havaí                                 | Ken                        |
| 2014 | RoboCop                                         | RoboCop                                         | Raymond Sellars            |
| 2014 | Need for Speed                                  | Need for Speed - O Filme                        | Monarch                    |
| 2014 | Birdman or (The Unexpected Virtue of Ignorance) | Birdman ou (A Inesperada Virtude da Ignorância) | Riggan Thomson             |
| 2015 | Spotlight                                       | Spotlight - Segredos Revelados                  | Walter "Robby" Robinson    |
| 2016 | The Founder                                     | Fome de Poder                                   | Ray Kroc                   |
| 2017 | Spider-Man: Homecoming                          | Homem-Aranha: De Volta ao Lar                   | Adrian Toomes / Abutre     |
| 2017 | American Assassin                               | O Assassino: O Primeiro Alvo                    | Stan Hurley                |
| 2019 | Dumbo                                           | Dumbo                                           | V.A. Vaudevere             |
| 2020 | Worth                                           | N/A                                             | Kenneth Feinberg           |
| 2020 | The Trial of the Chicago 7                      | Os 7 de Chicago                                 | Ramsey Clark               |
| 2021 | The Protégé                                     | A Profissional                                  | Michael Rembrandt          |
| 2022 | Morbius                                         | Morbius                                         | Adrian Toomes / Abutre     |
| 2023 | The Flash                                       | The Flash                                       | Bruce Wayne / Batman       |
| 2024 | Beetlejuice 2                                   | Beetlejuice 2                                   | Betelgeuse                 |
| ASA  | Batgirl                                         | Batgirl                                         | Bruce Wayne / Batman       |

### Televisão
| Ano  | Título                                   | Papel           |
| ---- | ---------------------------------------- | --------------- |
| 1976 | All's Fair                               | Lannie Wolf     |
| 1977 | Klein Time                               | vários          |
| 1977 | Maude                                    | Chip Winston    |
| 1978 | Mary                                     | Skit            |
| 1978 | The Tony Randall Show                    | Zeke            |
| 1979 | The Mary Tyler Moore Hour                | Kenneth Christy |
| 1979 | Working Stiffs                           | Mike O'Rourke   |
| 1982 | Report To Murphy                         | Murphy          |
| 2002 | Frasier                                  | Blaine Sternin  |
| 2002 | Live from Baghdad                        | Robert Wiener   |
| 2001 | The Simpsons                             | Jack Crowley    |
| 2002 | King of the Hill                         | Trip Larsen     |
| 2004 | Fred Rogers: America's Favorite Neighbor | Apresentador    |
| 2007 | The Company                              | James Angleton  |
| 2011 | 30 Rock                                  | Tom             |
| 2013 | Clear History                            | Joe Stumpo      |
| 2019 | Last Week Tonight                        | Richard Sackler |

## Vida pessoal
Keaton foi casado com a atriz Caroline McWilliams, de 1982 até 1990. Tiveram um filho, Sean Maxwell (nascido em 27 de maio de 1983). Também teve um relacionamento que durou seis anos com a atriz Courteney Cox, de 1989 a 1995.
Keaton é um grande fã da equipe Pittsburgh Pirates, de Major League Baseball, sendo um nativo da região. Ele até chegou a negociar uma pausa em seu contrato no filme Batman, caso a equipe jogasse naquele ano. Também é um fã do time Pittsburgh Steelers, de futebol americano. Um pescador ansioso, Keaton pode ser visto pescando na água salgada na série Buccaneers And Bones em Outdoor Channel, juntamente com Tom Brokaw, Zach Gilford, McGuane Thomas, e Yvon Chouinard.

## Prêmios e indicações
- Oscar

| Ano  | Categoria             | Indicação                                       | Notas    |
| ---- | --------------------- | ----------------------------------------------- | -------- |
| 2014 | Melhor Ator Principal | Birdman or (The Unexpected Virtue of Ignorance) | Indicado |

- Globo de Ouro

| Ano  | Categoria                        | Indicação                                       | Notas  |
| ---- | -------------------------------- | ----------------------------------------------- | ------ |
| 2014 | Melhor Ator - Comédia ou Musical | Birdman or (The Unexpected Virtue of Ignorance) | Venceu |

- SAG Awards

| Ano  | Categoria                      | Indicação                                       | Notas    |
| ---- | ------------------------------ | ----------------------------------------------- | -------- |
| 2014 | Melhor Ator Principal - cinema | Birdman or (The Unexpected Virtue of Ignorance) | Indicado |
| 2014 | Melhor Elenco - cinema         | Birdman or (The Unexpected Virtue of Ignorance) | Venceu   |

- Satellite Awards

| Ano  | Categoria                      | Indicação                                       | Notas  |
| ---- | ------------------------------ | ----------------------------------------------- | ------ |
| 2014 | Melhor Ator Principal - cinema | Birdman or (The Unexpected Virtue of Ignorance) | Venceu |

- Kansas City Film Critics Circle Award

| Ano  | Categoria             | Indicação                                       | Notas  |
| ---- | --------------------- | ----------------------------------------------- | ------ |
| 2014 | Melhor Ator Principal | Birdman or (The Unexpected Virtue of Ignorance) | Venceu |

- Phoenix Film Critics Society Award

| Ano  | Categoria             | Indicação                                       | Notas  |
| ---- | --------------------- | ----------------------------------------------- | ------ |
| 2014 | Melhor Ator Principal | Birdman or (The Unexpected Virtue of Ignorance) | Venceu |

- Critics' Choice Movie Award

| Ano  | Categoria             | Indicação                                       | Notas  |
| ---- | --------------------- | ----------------------------------------------- | ------ |
| 2014 | Melhor Ator Principal | Birdman or (The Unexpected Virtue of Ignorance) | Venceu |

- Chicago Film Critics Association Awards

| Ano  | Categoria             | Indicação                                       | Notas  |
| ---- | --------------------- | ----------------------------------------------- | ------ |
| 2014 | Melhor Ator Principal | Birdman or (The Unexpected Virtue of Ignorance) | Venceu |